# Viaduc de Larzac
Le viaduc de Larzac est un viaduc ferroviaire français de la ligne de Niversac à Agen située sur le territoire de la commune de Larzac dans le département de la Dordogne en région Nouvelle-Aquitaine.
Il est mis en service le 3 août 1863 par la Compagnie du chemin de fer de Paris à Orléans (PO), il est toujours en service avec une voie unique.

## Situation ferroviaire
Le viaduc de Larzac est située au point kilométrique (PK) 573,377 de la ligne de Niversac à Agen, entre les viaducs de Puech-Goudou et de Las-Tuques et entre les gares de Belvès et du Got.

## Histoire
Le viaduc de Larzac est construit sous la direction des ingénieurs des Ponts et Chaussées, pour le compte de la Compagnie du chemin de fer de Paris à Orléans qui pose une voie unique, sur une structure prévue pour une double voie, qu'elle ouvre à l'exploitation le 3 août 1863. La commune possède alors le plus long viaduc de la Dordogne.

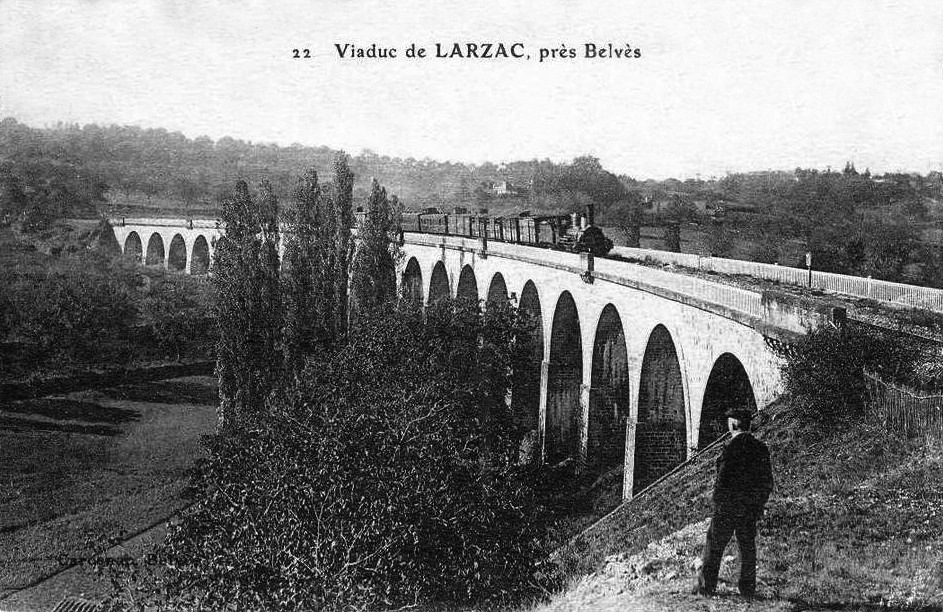
Le viaduc vers 1900.

Une deuxième voie est posée en 1905 comme sur l'ensemble de la section du Buisson à Monsempron-Libos. Elle est démontée par l'armée allemande en 1943 pendant la Seconde Guerre mondiale, elle ne sera pas réinstallée.
En 2014, il est notamment traversé par des trains express régionaux de la relation Périgueux - Agen (ligne 48).

## Caractéristiques
Construit en pierres de taille jaunes, ce viaduc, en courbe, comporte 21 arches de 12 mètres d'ouverture pour une longueur totale de 321 mètres.